# ولادان لوکیچ
ولادان لوکیچ (سیریلیک صربی: Владан Лукић؛ زادهٔ ۱۶ فوریهٔ ۱۹۷۰) بازیکن فوتبال اهل یوگسلاوی بود.
از باشگاه‌هایی که در آن بازی کرده‌است می‌توان به باشگاه فوتبال وویوودینا، باشگاه فوتبال متس، باشگاه فوتبال سیون، باشگاه فوتبال اتلتیکو مادرید، باشگاه فوتبال ستاره سرخ بلگراد، و باشگاه فوتبال بئوگراد اشاره کرد.
وی همچنین در تیم‌های ملی فوتبال یوگسلاوی و صربستان و مونته‌نگرو بازی کرده‌است.
وی در مسابقات کشوری و بین‌المللی در مجموع برندهٔ ۱ مدال نقره شده‌است.